# Esztelnek község
Esztelnek község (románul: Comuna Estelnic) község Kovászna megyében, Romániában. Központja Esztelnek, beosztott falvai Csángótelep, Kurtapatak.

## Népessége
A 2011-es népszámlálás adatai alapján a község népessége 1182 fő volt.

## Története
2005-ben alakult meg az előtte Kézdiszentkereszt községhez tartozó Esztelnek, Csángótelep és Kurtapatak falvakból.